# Węzeł autostradowy Leverkusen
Węzeł autostradowy Leverkusen (niem. Autobahnkreuz Leverkusen, AK Leverkusen, Kreuz Leverkusen) – węzeł na skrzyżowaniu autostrad A1 i A3 w kraju związkowym Nadrenia Północna-Westfalia w Niemczech. Nazwa węzła pochodzi od miasta Leverkusen.

## Natężenie ruchu
Dziennie przez węzeł Leverkusen przejeżdża około 235 tys. pojazdów. Jest to trzecie najbardziej ruchliwe skrzyżowanie autostrad w Niemczech, po węzłach Frankfurter i Köln-Ost.
| Z                 | Do                      | Średnie dzienne natężenie ruchu |
| ----------------- | ----------------------- | ------------------------------- |
| AS Burscheid (A1) | AK Leverkusen           | 82 200                          |
| AK Leverkusen     | AK Leverkusen-West (A1) | 101 600                         |
| AS Opladen (A3)   | AK Leverkusen           | 129 200                         |
| AK Leverkusen     | AS Leverkusen (A3)      | 157 600                         |